# Seuula Ioane
Seuula Ioane Tua’au, né vers 1957, est un homme politique samoan.

## Biographie
Après une formation au Collège d'Apprentissage des Enseignants (Teachers Training College), il devient professeur des écoles puis proviseur d'une école primaire. À la fin des années 2010, après plusieurs décennies de carrière, il s'inscit en licence d'Éducation à l'université nationale des Samoa.
En 2020, il entre en politique en adhérant au nouveau parti d'opposition FAST. Portant le titre matai « Tua’au » de son village de Tufutafoe (en) sur l'île de Savai'i, il est candidat dans la circonscription d'Alataua-ouest, qui comprend ce village, aux élections législatives de 2021. Il est élu député à l'Assemblée législative des Samoa et le FAST rempote les élections. La nouvelle Première ministre Fiame Naomi Mata'afa le nomme alors ministre de l'Éducation, de la Culture et des Sports dans son gouvernement. À ce poste, il a par ailleurs la responsabilité ministérielle pour l'université nationale des Samoa (où il est à cette date étudiant) ainsi que le Musée national des Samoa, la Fondation Robert Louis Stevenson, et les archives nationales,. Le 6 septembre 2023, lors d'un remaniement ministériel, il cède le ministère des Sports à Laumatiamanu Ringo Purcell (en), mais conserve ses autres ministères.
En octobre 2021, à l'âge de 64 ans, il obtient son diplôme de licence d'Éducation de l'université nationale, dans une cérémonie de remise de diplômes à laquelle assiste la Première ministre.